# Jacinta Wawatai
Jacinta Wawatai, född 12 augusti 1992, är en nyzeeländsk skådespelare. Hon är främst berömd för sin medverkan i tv-serien The Tribe där hon spelade figuren Mouse. Hon har även medverkat i 2005 års version av filmen King Kong där hon spelar den första infödingen. Hon har också en roll i The Water Giant.